# Serbomaner
Serbomaner ( bulgariska: сърбомани, sărbomani, makedonska: србомани, srbomani, singular: srboman) är en bulgarisk och makedonsk term, som användas för att benämna den lokala slavisktalande befolkningen, i den geografiska regionen Makedonien eller regionen Pomoravlje i Serbien, med ett annat etniskt ursprung än serbiskt men med en serbisk nationell medvetenhet.
Serbomaner uppstod som en följd av den starka serbiska propagandan för idén om Storserbien under den serbisk-bulgariska rivaliteten om Makedonien , under andra halvan av 1800-talet samt därefter under den påtvingade serbiseringen av Vardarmakedonien under perioden mellan balkankrigen och andra världskriget. 
Serbomaner stöder serbiska nationella ideal, hävdar att de tillhör den serbiska etniciteten och förklarar sig vara serber . 
Beroende på sammanhanget kan termen ha en nedsättande innebörd. I Bulgarien används begreppet ofta på personer, av makedoniskt ursprung, som avvisar den bulgariska nationella idén och istället hävdar makedonismen som nationell idé . I Serbien har benämningen sydserber förekommit.
Serbofil är en snarlik term som anger att en person har sympati för serbiska etnisk-kulturella särdrag men som medvetet håller på sitt ickeserbiska nationella medvetande. 